# Porpema prunella
Porpema prunella är en nässeldjursart som först beskrevs av Ernst Haeckel 1888.  Porpema prunella ingår i släktet Porpema och familjen Porpitidae. Inga underarter finns listade i Catalogue of Life.